# James Pond
James Pond är ett plattformsspel från 1990 som utvecklades av Millennium Interactive och gavs ut av Electronic Arts på Amiga och andra plattformar.
James Pond är ett plattformsspel där spelaren kontrollerar en gående fisk och löser olika uppgifter för att kunna besegra fienderna. Namnet parodierar hjälten James Bond medan skurkens namn Dr. Maybe refererar till Doktor Julius No, och de olika banorna i spelet anspelar också på James Bond-filmer, med namn som "A View to a Spill" och "Leak and Let Die".
Två efterföljare till James Pond släpptes: James Pond 2: Codename RoboCod och James Pond 3: Operation Starfish. Det släpptes även ett spel med sporttema, The Aquatic Games, med James Pond i huvudrollen.